# Внешняя политика Хорватии
Внешняя политика Хорватии — общий курс Хорватии в международных делах. Внешняя политика регулирует отношения Хорватии с другими государствами. Реализацией этой политики занимается министерство иностранных и европейских дел Хорватии.
Республика Хорватия — суверенное государство на границе Центральной Европы, Южной Европы и Средиземноморья, провозгласившее независимость от Социалистической Федеративной Республики Югославии 25 июня 1991 года. Хорватия является членом Европейского союза (ЕС), Организации Объединённых Наций (ООН), Совета Европы, НАТО, Всемирной торговой организации (ВТО), Союза для Средиземноморья и ряда других международных организаций. Хорватия установила дипломатические отношения со 181 государством. Президент и правительство Республики Хорватия через министерство иностранных и европейских дел сотрудничают в разработке и реализации внешней политики.
Основными целями внешней политики Хорватии в 1990-е годы были получение международного признания и вступление в Организацию Объединённых Наций. Эти цели были достигнуты к 2000 году, и главными целями стали членство в НАТО и Европейский союз (ЕС). Хорватия выполнила эти цели в 2009 и 2013 годах соответственно. Текущие цели Хорватии во внешней политике: позиционирование в институтах ЕС и в регионе, сотрудничество с партнерами по НАТО и укрепление многостороннего и двустороннего сотрудничества во всем мире.

## История
Внешняя политика Хорватии сосредоточена на большей евроатлантической интеграции, в основном на вступлении в Европейский союз и НАТО. Чтобы получить доступ к европейским и трансатлантическим институтам, ей пришлось устранить многие негативные последствия распада Югославии и последовавшей за этим войны, а также улучшить и сохранить хорошие отношения со своими соседями.
Ключевыми вопросами за последнее десятилетие были выполнение Дейтонских соглашений и Эрдутского соглашения, недискриминационное содействие возвращению беженцев и перемещенных лиц после войны 1991—1995 годов, включая реституцию собственности этническим сербам, разрешение пограничных споров со Словенией, Боснией и Герцеговиной, Сербией, Черногорией и общую демократизацию.
В период с 1996 по 1999 год при правлении правого правительства Хорватского демократического содружества у Хорватии были неравные результаты в этих областях, что препятствовало ее отношениям с Европейским союзом и Соединёнными Штатами Америки. Ситуация в этих областях серьёзно затруднило продвижение Хорватии к дальнейшей евроатлантической интеграции. В 1998 году был очевиден прогресс в таких областях, как реализация Дейтонских и Эрдутских соглашений и возвращение беженцев, но прогресс был медленным и требовал интенсивного международного участия.
Неудовлетворительные результаты Хорватии по осуществлению более широких демократических реформ в 1998 году подняли вопрос о приверженности правящей партии основным демократическим принципам и нормам. К числу проблем, вызывающих обеспокоенность, относятся ограничения свободы слова, однопартийный контроль общественного телевидения и радио, репрессии в отношении независимых СМИ, несправедливые правила проведения выборов, судебная власть, которая не является полностью независимой, и отсутствие защиты прав человека и гражданина.
В начале 2000 года было избрано левоцентристское коалиционное правительство. Правительство под руководством Социал-демократической партии Хорватии постепенно отказывалось от контроля над государственными СМИ и не вмешивалось в свободу слова и независимые СМИ, хотя и не завершило процесс обеспечения независимости хорватского радиотелевидения. Реформа судебной системы также оставалась нерешенной.
Основные достижения Хорватии в международных отношениях за этот период включают:
- участие в программе НАТО «Партнёрство во имя мира» в мае 2000 года;
- вступление во Всемирную торговую организацию в июле 2000 года;
- подписание Соглашения об ассоциации с Европейским союзом с Европейским союзом в октябре 2001 года;
- становится частью Плана действий по членству в НАТО в мае 2002 года;
- вступление в Центрально-европейскую ассоциацию свободной торговли (CEFTA) в декабре 2002 года;
- заявка на членство в Европейский союз в феврале 2003 года;
- полное сотрудничество с Международным трибуналом по бывшей Югославии и начало переговоров о присоединении к Европейскому союзу в октябре 2005 года;

Заявка на вступление в ЕС была последней крупной международной инициативой правительства премьер-министра Ивицы Рачана, которое представило 7000-страничный отчет для Европейской комиссии.
На международные отношения серьёзно повлияли нерешительность правительства и приостановка экстрадиции хорватского генерала Янко Бобетко в Международный трибунал по бывшей Югославии (МТБЮ), а также невозможность заключить генерала Анте Готовину под стражу для допроса в суде.
Возвращение беженцев ускорилось с 1999 года, достигло пика в 2000 году, но затем несколько снизилось в 2001 и 2002 годах. Миссия ОБСЕ в Хорватии продолжала следить за возвращением беженцев и всё ещё фиксирует нарушения гражданских прав. Хорватские сербы по-прежнему испытывают проблемы с реституцией собственности и принятием программ помощи в восстановлении. В сочетании с отсутствием экономических возможностей в сельских районах бывшей Сербской Краины процесс возвращения весьма затруднен.

### Присоединение к Европейскому союзу
На момент подачи заявки Хорватией в Европейский союз три государства-члена не ратифицировали Соглашение о стабилизации и ассоциации: Великобритания, Нидерланды и Италия. Новое правительство премьер-министра Иво Санадера, победившее на выборах 2003 года, повторило заверения в том, что Хорватия выполнит свои политические обязательства, и ускорило экстрадицию нескольких призывников МТБЮ. Европейская комиссия согласовало анкету, направленную Хорватией 20 апреля 2004 года. Страна была окончательно принята в качестве кандидата в ЕС в июле 2004 года. Италия и Великобритания ратифицировали Соглашение о стабилизации и ассоциации вскоре после этого, в то время как десять стран-членов ЕС, которые были допущены к членству в этом году, ратифицировали его все вместе на Европейском саммите 2004 года. В декабре 2004 года лидеры ЕС объявили, что переговоры о присоединении с Хорватией начнутся 17 марта 2005 года при условии, что хорватское правительство будет полностью сотрудничать с МТБЮ. Однако главный вопрос, бегство генерала Анте Готовины, оставался нерешенным, и, несмотря на соглашение о рамках переговоров о присоединении, переговоры не начались в марте 2005 года. 4 октября 2005 года Хорватия наконец получила зеленый свет для переговоров о присоединении после того, как главный прокурор МТБЮ Карла дель Понте официально заявила, что Хорватия полностью сотрудничает с Трибуналом. Это было основным условием, которое требовали министры иностранных дел ЕС для переговоров о присоединении. МТБЮ призвал другие южноевропейские государства последовать хорошему примеру Хорватии. Благодаря последовательной позиции Австрии во время встречи министров иностранных дел ЕС, длительный период нестабильности и сомнения в решимости правительства Хорватии выдать предполагаемых военных преступников завершились успешно. Премьер-министр Хорватии Иво Санадер заявил, что полное сотрудничество с Гаагским трибуналом будет продолжено. Процесс присоединения также осложнялся тем, что Словения, государство-член ЕС, настаивала на том, чтобы пограничные вопросы двух стран были решены до присоединения Хорватии к ЕС.
Хорватия завершила переговоры о присоединении 30 июня 2011 года и 9 декабря 2011 года подписала Договор о присоединении. Референдум о вступлении в ЕС прошел в Хорватии 22 января 2012 года, и 66 % участников проголосовали за присоединение к ЕС. Процесс ратификации завершился 21 июня 2013 года, а вступление в силу и присоединение Хорватии к ЕС состоялись 1 июля 2013 года.

## Текущие события
Основная цель внешней политики Хорватии — позиционирование в институтах Европейского союза и в регионе, сотрудничество с партнерами НАТО и укрепление многостороннего и двустороннего сотрудничества. В число правительственных чиновников, отвечающих за внешнюю политику, входят министр иностранных дел и европейских дел Гордан Грлич-Радман и президент республики Зоран Миланович.
Хорватия установила дипломатические отношения со 186 странами. По состоянию на 2009 год Хорватия имеет 51 посольство, 24 консульства и восьми постоянных дипломатических представительств за рубежом. Кроме того, в Республике Хорватия есть 52 иностранных посольства и 69 консульств в дополнение к офисам международных организаций, таких как Европейский банк реконструкции и развития, Международная организация по миграции, Организация по безопасности и сотрудничеству в Европе (ОБСЕ), Всемирный банк, Всемирная организация здравоохранения, Международный трибунал по бывшей Югославии (МТБЮ), Программа развития ООН, Управление Верховного комиссара ООН по делам беженцев и ЮНИСЕФ.

## Международные организации
Республика Хорватия участвует в следующих международных организациях: Совет Европы, Центральноевропейская инициатива, Совет евро-атлантического партнёрства, Европейский банк реконструкции и развития, Европейская экономическая комиссия ООН, Европейский союз, Продовольственная и сельскохозяйственная организация ООН, Группа одиннадцати, Межамериканский банк развития, Международное агентство по атомной энергии, Международный банк реконструкции и развития, Международная организация гражданской авиации, Международный уголовный суд, Международное движение Красного Креста и Красного Полумесяца, Международная ассоциация развития, Международный фонд сельскохозяйственного развития, Международная финансовая корпорация, Международная гидрографическая организация, Международная организация труда, Международный валютный фонд,Международная морская организация, Intelsat, Интерпол, Международный олимпийский комитет, Международная организация по миграции, Международная организация по стандартизации, Международный союз электросвязи, Международная конфедерация профсоюзов, Движение неприсоединения, НАТО, ОАГ (наблюдатель), Организация по запрещению химического оружия, Организация по безопасности и сотрудничеству в Европе, Постоянная палата третейского суда, Партнёрство во имя мира, Организация Объединённых Наций, Миссия ООН в Сьерра-Леоне, ЮНКТАД, ЮНЕСКО, ЮНИДО, Миссия военных наблюдателей ООН в Индии и Пакистане, Всемирный почтовый союз, Всемирная таможенная организация, Западноевропейский союз, Всемирная организация здравоохранения, Всемирная организация интеллектуальной собственности, Всемирная туристская организация, Всемирная торговая организация. Работает постоянный представитель Хорватии при Организации Объединённых Наций. 

## Иностранная поддержка
Хорватия получает поддержку от следующих программ:
- Европейский банк реконструкции и развития;
- Европейский союз;
- Международный банк реконструкции и развития;
- Международный валютный фонд;
- Агентство США по международному развитию.

В период с 1991 по 2003 год ЕБРР напрямую инвестировал в проекты в Хорватии в общей сложности 1 212 039 000 евро.
В 1998 году США поддержали Хорватию через Программу экономического развития Юго-Восточной Европы (SEED), финансирование которой составило 23,25 миллиона долларов США. Более половины этих денег было использовано для финансирования программ, способствующих устойчивому возвращению беженцев и перемещенных лиц. Около одной трети помощи было использовано на усилия по демократизации, а еще 5 % профинансировали реструктуризацию финансового сектора.
В 2003 году Агентство США по международному развитию считало, что Хорватия находится на «пути выхода из кризиса» вместе с Болгарией. Его финансирование в 2002/2003/2004 годах включает около 10 миллионов долларов США на экономическое развитие, до 5 миллионов долларов США на развитие демократических институтов, около 5 миллионов долларов США на возвращение населения, пострадавшего от войны, и от 2 до 3 миллионов долларов США на смягчение неблагоприятных последствий, социальных условий и тенденций. Все больше средств выделяется на программы по борьбе с коррупцией, немногим менее миллиона долларов США.
Европейская комиссия предложила поддержать усилия Хорватии по присоединению к Европейскому союзу с помощью 245 миллионов евро от программ помощи PHARE, ISPA и SAPARD в течение 2005 и 2006 годов.

## Международные споры
Отношения с соседними государствами несколько нормализовались после распада Югославии. Началась работа — на двусторонней основе и в рамках Пакта стабильности для Юго-Восточной Европы с 1999 года по политическому и экономическому сотрудничеству в регионе.

### Босния и Герцеговина
Между Хорватией и Боснией и Герцеговиной (БиГ) продолжаются дискуссии по поводу различных участков границы, самой длинной границы с другой страной для каждой из этих стран.
Участки реки Уна и деревни у подножия горы Плешевица находятся в Хорватии, а некоторые — в БиГ, что приводит к чрезмерному количеству пересечений границы на одном маршруте и серьёзно препятствует развитию региона. Железнодорожная линия Загреб-Бихач-Сплит все ещё закрыта для основных перевозок из-за этой проблемы.
Также обсуждается граница на реке Уна между Хрватска-Костайница на северной, хорватской стороне реки и Костайница на южной, боснийской стороне. Речной остров между двумя городами находится под контролем Хорватии, но на него также претендует БиГ. Был построен общий пункт пересечения границы, который функционирует с 2003 года и беспрепятственно используется любой из сторон.
Муниципалитет Неум в БиГ на юге делает самую южную часть Хорватии эксклавом и две страны ведут переговоры о специальных правилах транзита, чтобы компенсировать это. Недавно Хорватия решила построить мост на полуостров Пелешац, чтобы соединить материковую часть Хорватии с эксклавом, но Босния и Герцеговина выразила протест против того, что мост закроет ей доступ к международным водам (хотя территория и территориальные воды Хорватии окружают территорию и воды БиГ полностью) и предложил, чтобы мост был выше 55 метров для свободного прохода всех типов судов. Переговоры продолжаются.

### Италия
Отношения между Хорватией и Италией были в основном дружескими, хотя иногда случаются споры по таким вопросам, как: Исход итальянцев из Истрии и Далмации или Экологическая и рыболовная защитная зона.

### Черногория
Хорватия и Черногория имеют в основном скрытый пограничный спор из-за Превлакского полуострова.

### Сербия
Дунайская граница между Хорватией и Сербией является спорной, особенно в Баранье, на острове Вуковар и на острове Шаренград.

### Словения
Хорватия и Словения имеют несколько споров о сухопутных и морских границах, в основном в Пиранском заливе, относительно доступа Словении к международным водам, небольшому количеству участков земли на правом берегу реки Драгонья и вокруг пика Света-Гера.
Словения оспаривала требование Хорватии о создании Экологической и рыболовной защитной зоны, экономической части Адриатики.
Другая проблема, которую ещё предстоит полностью решить — это пропавшие сбережения хорватских вкладчиков в бывшем Люблянском банке.